# Jake Muzzin
Jacob "Jake" Muzzin, född 21 februari 1989 i Woodstock, Ontario, är en kanadensisk professionell ishockeyback som spelar för Toronto Maple Leafs i NHL.
Han har tidigare spelat för Los Angeles Kings i NHL; Manchester Monarchs i AHL samt Sault Ste. Marie Greyhounds i OHL.

## Spelarkarriär

### NHL

#### Pittsburgh Penguins
Han draftades i femte rundan i 2007 års draft av Pittsburgh Penguins som 141:a spelare totalt. Penguins skrev dock aldrig kontrakt med honom innan rättigheterna löpte ut.

#### Los Angeles Kings
När Penguins rättigheter gick ut, deltog han på Nashville Predators träningsläger 2009 men fick inget kontrakt med klubben. Istället skrev han på ett treårigt entry level-kontrakt med Los Angeles Kings den 4 januari 2010.
Muzzin har vunnit Stanley Cup en gång, med Los Angeles Kings 2014.

#### Toronto Maple Leafs
Den 28 januari 2019 blev han tradad till Toronto Maple Leafs i utbyte mot Carl Grundström, Sean Durzi och ett draftval i första rundan 2019.

## Statistik
| Källa: Utv = Utvisningsminuter Uppdaterad: 2023-08-06 | Källa: Utv = Utvisningsminuter Uppdaterad: 2023-08-06 | Källa: Utv = Utvisningsminuter Uppdaterad: 2023-08-06 |             | Grundserie  | Grundserie  | Grundserie  | Grundserie  | Grundserie  |             | Slutspel    | Slutspel    | Slutspel    | Slutspel    | Slutspel    |
| Säsong                                                | Lag                                                   | Liga                                                  | Matcher     | Mål         | Assists     | Poäng       | Utv         | Matcher     | Mål         | Assists     | Poäng       | Utv         |             |             |
| ----------------------------------------------------- | ----------------------------------------------------- | ----------------------------------------------------- | ----------- | ----------- | ----------- | ----------- | ----------- | ----------- | ----------- | ----------- | ----------- | ----------- | ----------- | ----------- |
| 2004–2005                                             | Brantford 99ers                                       | AH                                                    | 69          | 21          | 25          | 46          | 112         | —           | —           | —           | —           | —           |             |             |
| 2005–2006                                             | Spelade ej.                                           | Spelade ej.                                           | Spelade ej. | Spelade ej. | Spelade ej. | Spelade ej. | Spelade ej. | Spelade ej. | Spelade ej. | Spelade ej. | Spelade ej. | Spelade ej. | Spelade ej. | Spelade ej. |
| 2006–2007                                             | Soo Thunderbirds                                      | NOJHL                                                 | 4           | 0           | 3           | 3           | 2           | —           | —           | —           | —           | —           |             |             |
|                                                       | Sault Ste. Marie Greyhounds                           | OHL                                                   | 37          | 1           | 3           | 4           | 10          | 13          | 0           | 4           | 4           | 6           |             |             |
| 2007–2008                                             | Sault Ste. Marie Greyhounds                           | OHL                                                   | 67          | 6           | 12          | 18          | 53          | 10          | 1           | 3           | 4           | 4           |             |             |
| 2008–2009                                             | Sault Ste. Marie Greyhounds                           | OHL                                                   | 62          | 6           | 23          | 29          | 57          | —           | —           | —           | —           | —           |             |             |
| 2009–2010                                             | Sault Ste. Marie Greyhounds                           | OHL                                                   | 64          | 15          | 52          | 67          | 76          | 5           | 0           | 1           | 1           | 2           |             |             |
|                                                       | Manchester Monarchs                                   | AHL                                                   | 1           | 0           | 1           | 1           | 0           | 13          | 1           | 3           | 4           | 6           |             |             |
| 2010–2011                                             | Los Angeles Kings                                     | NHL                                                   | 11          | 0           | 1           | 1           | 0           | —           | —           | —           | —           | —           |             |             |
|                                                       | Manchester Monarchs                                   | AHL                                                   | 45          | 3           | 15          | 18          | 39          | 7           | 3           | 1           | 4           | 2           |             |             |
| 2011–2012                                             | Manchester Monarchs                                   | AHL                                                   | 71          | 7           | 24          | 31          | 40          | 3           | 0           | 1           | 1           | 2           | 0           |             |
| 2012–2013                                             | Los Angeles Kings                                     | NHL                                                   | 45          | 7           | 9           | 16          | 35          | 17          | 0           | 3           | 3           | 6           |             |             |
|                                                       | Manchester Monarchs                                   | AHL                                                   | 29          | 2           | 9           | 11          | 24          | —           | —           | —           | —           | —           |             |             |
| 2013–2014                                             | Los Angeles Kings                                     | NHL                                                   | 76          | 5           | 19          | 24          | 58          | 26          | 6           | 6           | 12          | 8           |             |             |
| 2014–2015                                             | Los Angeles Kings                                     | NHL                                                   | 76          | 10          | 31          | 41          | 22          | —           | —           | —           | —           | —           |             |             |
| 2015–2016                                             | Los Angeles Kings                                     | NHL                                                   | 82          | 8           | 32          | 40          | 64          | 5           | 1           | 4           | 5           | 2           |             |             |
| 2016–2017                                             | Los Angeles Kings                                     | NHL                                                   | 82          | 9           | 19          | 28          | 46          | —           | —           | —           | —           | —           |             |             |
| 2017–2018                                             | Los Angeles Kings                                     | NHL                                                   | 74          | 8           | 34          | 42          | 40          | 2           | 0           | 0           | 0           | 2           |             |             |
| 2018–2019                                             | Los Angeles Kings                                     | NHL                                                   | 50          | 4           | 17          | 21          | 33          | —           | —           | —           | —           | —           |             |             |
|                                                       | Toronto Maple Leafs                                   | NHL                                                   | 30          | 5           | 11          | 16          | 14          | 7           | 0           | 2           | 2           | 2           |             |             |
| 2019–2020                                             | Toronto Maple Leafs                                   | NHL                                                   | 53          | 6           | 17          | 23          | 40          | 2           | 0           | 0           | 0           | 2           |             |             |
|                                                       | Toronto Marlies                                       | AHL                                                   | 1           | 0           | 0           | 0           | 0           | —           | —           | —           | —           | —           |             |             |
| 2020–2021                                             | Toronto Maple Leafs                                   | NHL                                                   | 53          | 4           | 23          | 27          | 29          | 6           | 2           | 1           | 3           | 0           |             |             |
| 2021–2022                                             | Toronto Maple Leafs                                   | NHL                                                   | 47          | 3           | 11          | 14          | 16          | 7           | 2           | 1           | 3           | 2           |             |             |
| 2022–2023                                             | Toronto Maple Leafs                                   | NHL                                                   | 4           | 0           | 1           | 1           | 2           | —           | —           | —           | —           | —           |             |             |
| NHL totalt                                            | NHL totalt                                            | NHL totalt                                            | 683         | 69          | 225         | 294         | 399         | 72          | 11          | 17          | 28          | 24          |             |             |
| AHL totalt                                            | AHL totalt                                            | AHL totalt                                            | 147         | 12          | 49          | 61          | 103         | 23          | 4           | 5           | 9           | 10          |             |             |
| WHL totalt                                            | WHL totalt                                            | WHL totalt                                            | 230         | 28          | 90          | 118         | 196         | 28          | 1           | 8           | 9           | 12          |             |             |

### Internationellt
| Källa: Uppdaterad: 2023-08-06 | Källa: Uppdaterad: 2023-08-06 | Källa: Uppdaterad: 2023-08-06 |         | Utv = Utvisningsminuter | Utv = Utvisningsminuter | Utv = Utvisningsminuter | Utv = Utvisningsminuter | Utv = Utvisningsminuter |
| År                            | Lag                           | Mästerskap                    | Matcher | Mål                     | Assists                 | Poäng                   | Utv                     |                         |
| ----------------------------- | ----------------------------- | ----------------------------- | ------- | ----------------------- | ----------------------- | ----------------------- | ----------------------- | ----------------------- |
| 2015                          | Kanada                        | VM                            | 10      | 0                       | 9                       | 9                       | 4                       |                         |
| 2016                          | Kanada                        | World Cup                     | 1       | 0                       | 0                       | 0                       | 0                       |                         |
| Senior totalt                 | Senior totalt                 | Senior totalt                 | 11      | 0                       | 9                       | 9                       | 4                       |                         |